# Jalhay
Jalhay (wallonisch Djalhé, deutsch (veraltet) Galbach) ist eine frankophone Gemeinde in der östlichen Wallonie.
Sie liegt im Bezirk Verviers in der Provinz Lüttich. Neben Jalhay besteht die Gemeinde u. a. aus den Ortschaften Charneux, Herbiester, Nivezé, Sart, Solwaster und Tiege.

## Lage
Jalhay liegt an den Ausläufern der Eifel und der Ardennen am Rande des Hertogenwaldes. Rund die Hälfte der Gemeindefläche gehört zum Naturpark Hohes Venn-Eifel und liegt im Schnitt auf einer Höhe von rund 400 Metern über NN.
Im Norden grenzt die Gemeinde Jalhay an Limbourg. Die Gileppe-Talsperre und die Gileppe bilden im Osten die Gemeindegrenze zu Baelen. Bei Baraque Michel grenzt Weismes an Jalhay. Die Grenze zu Malmedy und Stavelot im Südosten verläuft an der Vecquée, dem alten Bistumsweg. Im Westen folgen dann die Gemeinden Spa, Theux und Verviers.

## Pfarrkirche
Die ursprüngliche Kirche St. Michel wurde 1534, anstelle einer alten Kapelle errichtet. Als die Kirche 1835 niederbrannte, begann man 1840 mit einem Neubau. Die Konsekration der neu errichteten Kirche fand 1841 statt. Der Kirchturm besitzt eine geflammte (gewundene bzw. verwundene) Form, die in Europa nur etwa hundertmal vorkommt.

## Bilder

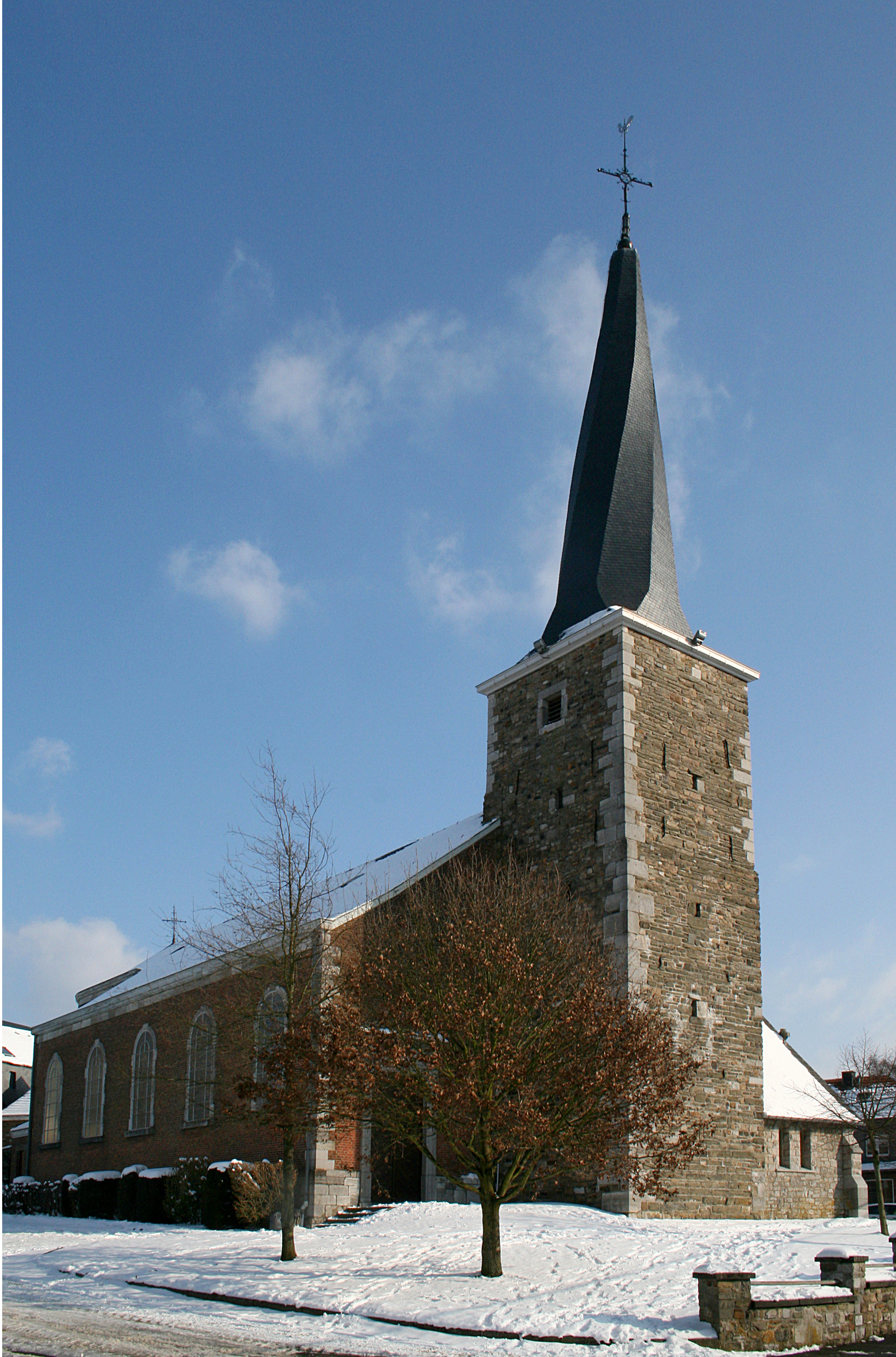
Jalhay, Kirche St. Michel
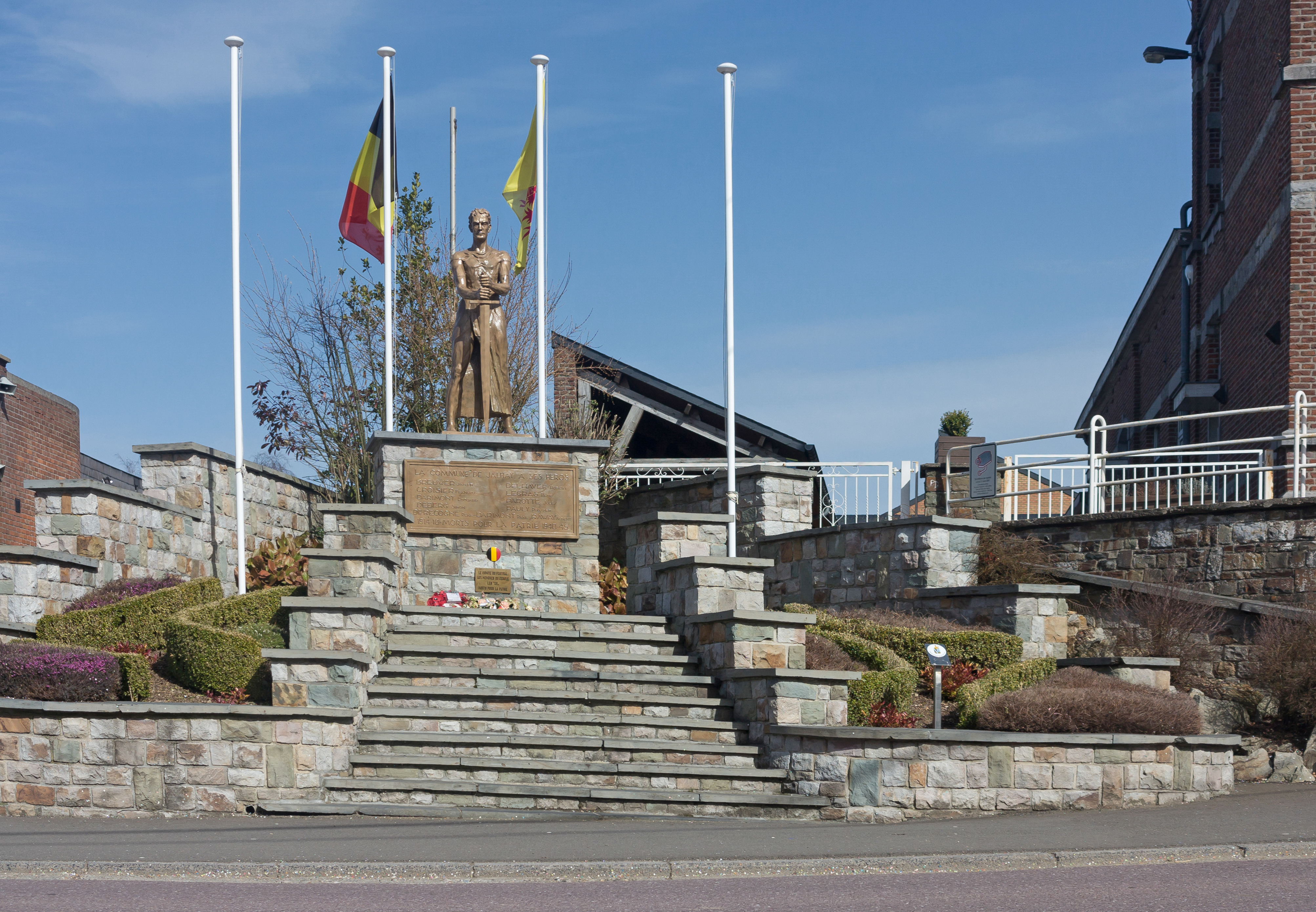
Jalhay, Kriegerdenkmal

## Verkehr
Die nächste Anschlussstelle ist Spa an der belgischen Autobahn A27 (E42). In Verviers befindet sich der nächste IC-Bahnhof, der Regionalbahnhof ist in Spa. Der nächste Regionalflughafen ist der Flughafen-Lüttich-Bierset. Ein Sportflugplatz für die Umgebung ist in Spa-Sauvernière.

## Tourismus
Direkt an der Gemeindegrenze zu Weismes und Malmedy liegt das im gesamten Venngebiet bekannte Gasthaus Baraque Michel. Von hier starten die Touristen zu Wanderungen ins Hohe Venn, zum höchsten Punkt Belgiens, dem Signal de Botrange sowie zum benachbarten ehemaligen Gasthaus Mont Rigi und dem Polleur-Venn.
In Höhe der Jahrhundertbrücke nördlich von Hockai nimmt der Polleur-Bach den Namen Hoëgne an. Bis Solwaster folgt ein wildromantischer Abschnitt mit Cascaden (Cascade Leopold II) und steilen Wege. Weitere Wanderziele von Solwaster aus sind die Täler der Sawe und der Statte. Im Norden der Gemeinde liegt die 130 ha große Gileppe-Talsperre. Auf der Staumauer thront deren Wahrzeichen, ein aus 183 Sandsteinblöcken gefertigter Löwe.